# Ormosia rhaphidis
Ormosia rhaphidis är en tvåvingeart som beskrevs av Alexander 1965. Ormosia rhaphidis ingår i släktet Ormosia och familjen småharkrankar. Inga underarter finns listade i Catalogue of Life.